# Sumba (Feröer)
Sumba Feröer legdélibb települése. Suðuroy szigetén található. Közigazgatásilag Sumba községhez tartozik.

## Földrajz
Sumba Suðuroy és egyben Feröer legdélibb fekvésű települése. Fámjint leszámítva az egyetlen település a sziget nyugati partján. Vele szemközt emelkedik ki a tengerből a Sumbiarhólmur. A Beinisvørð hegyfok 470 méter magasról szakad függőlegesen a tengerbe; 1975-ben egy része a vízbe zuhant. A közelben található madársziklák tetejéről szép panoráma nyílik a tengerre és a lenti sziklákra.

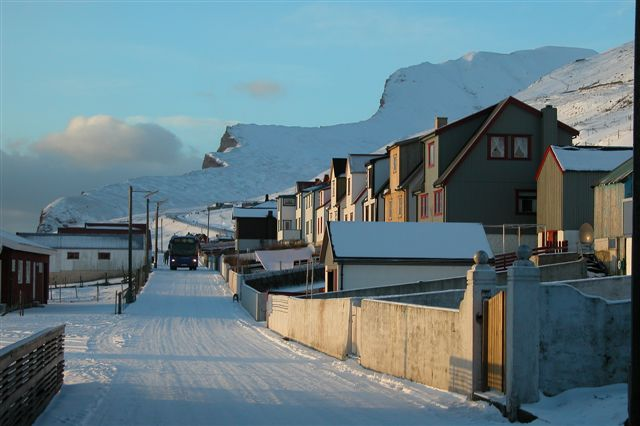
Sumba 2004 januárjában

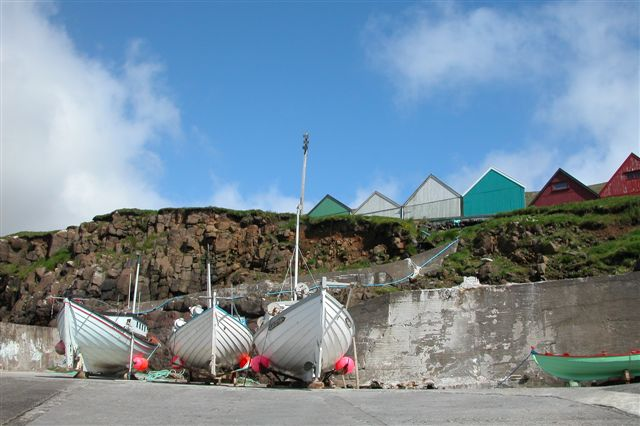
Sumba kikötője

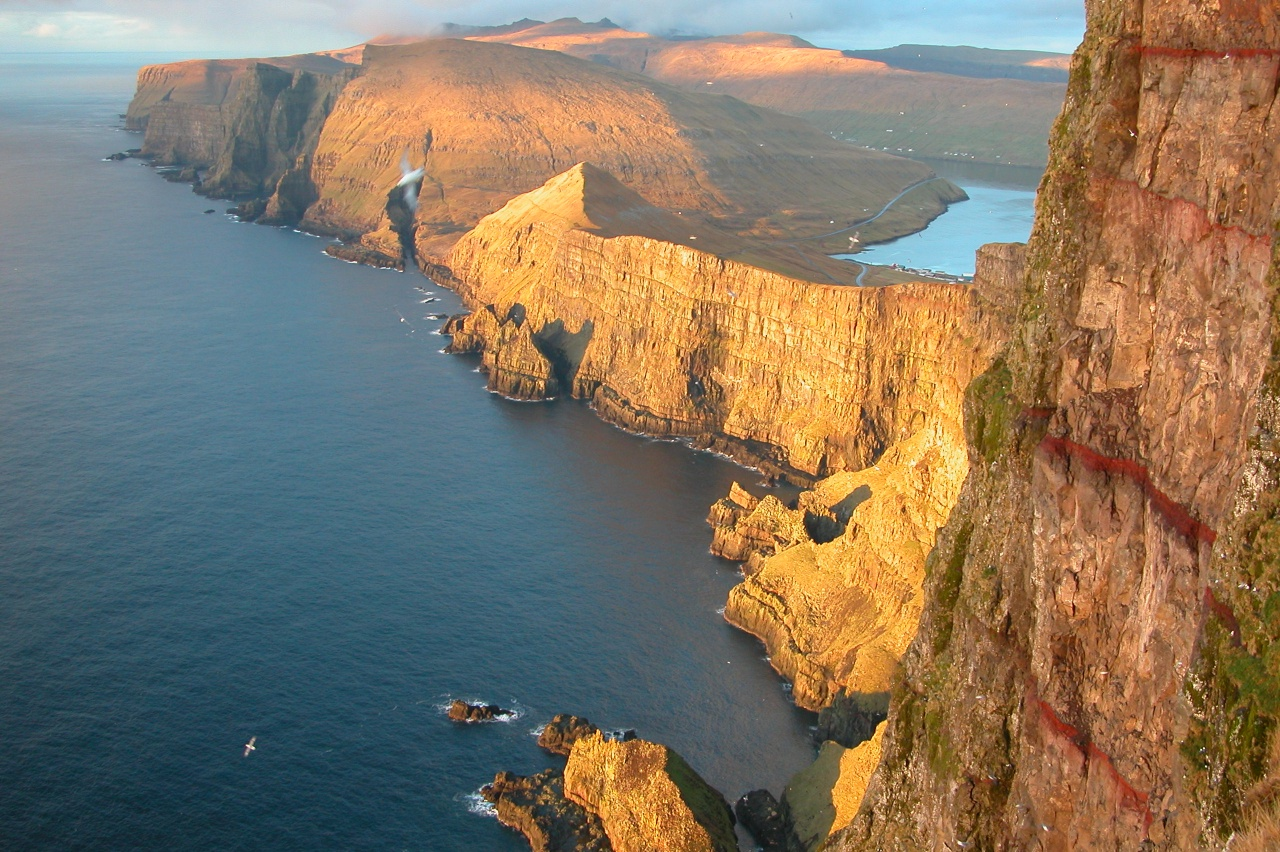
Kilátás a Beinisvørðről észak felé, Suðuroy nyugati partja

Sumbától délre, a sziget déli csúcsán található Akraberg. Ma csak egy világítótorony található ott, de 1040-től kezdve egy fríz település volt ott egészen 1350-ig, amikor a fekete halál elpusztította a lakosságot. A frízek hosszú ideig pogányok maradtak az után is, hogy a feröeriek keresztény hitre tértek. Állítólag részben kalózkodásból éltek, és számos feröeri monda tesz róluk említést.
Akrabergtől öt kilométerre délre található Feröer legdélebbi pontja, a Sumbiarsteinur (más néven Munkurin) nevű szikla. A Suðuroy és Munkurin közötti szoros az erős áramlásáról nevezetes.

## Történelem
A falu a viking honfoglalás idejéből származik. Régészeti ásatások szerint Sumba helyén már a 7. században is éltek emberek, vagyis a legrégebben lakott helyek közé tartozik a szigeteken.
Temploma 1887-ben épült.

## Népesség
| Év              | Lakosság |
| --------------- | -------- |
| 1986. január 1. | 370      |
| 1991. január 1. | 343      |
| 1996. január 1. | 285      |
| 2001. január 1. | 276      |
| 2006. január 1. | 254      |

## Közlekedés
Sumbát két út köti össze a sziget többi településével. A régi út északkeleti irányban hagyja el a települést, és felkapaszkodik a hegyre. A hegytetőn érinti a Beinisvørð hegyfokot, majd kicsit északabbra kettéágazik: keleti irányban Víkarbyrgi érhető el, észak felé pedig az út egy szerpentinen leereszkedik Loprába.
Az új út észak felé hagyja el Sumbát, és az 1997-ben fúrt Sumbiartunnilin alagúton áthaladva Loprától délre csatlakozik vissza a régi útba, ezzel jelentősen lerövidítve a két település közötti utat. Ezt az utat használja a 700-as busz is Vágur és Tvøroyri felé.

## Kultúra
Sumba néptánccsoportja Feröeren kívül is ismert.

## Sport
Labdarúgócsapata az FC Suðuroy, amely az itteni SÍ Sumba (Sumbiar Ítróttarfelag) és két másik csapat egyesülésével jött létre, meccseit pedig a váguri Vesturi á Eiðinum Stadionban játssza.

## Személyek
- A közelben veszett a tengerbe Nólsoyar Páll (1776–1809) tengerész, kereskedő és költő, Feröer nemzeti hőse
- Itt született Poul F. Joensen (1898–1970) költő
- Itt született Jóhan Hendrik Winther Poulsen (1934–) nyelvész

### Külső hivatkozások
- faroeislands.dk – fényképek és leírás (angol)
- Sumba and Akraberg, Visit Suðuroy (feröeri, dán, angol)
- Flickr - fényképek (angol)
- Panorámakép a domboldalból[halott link] (dán)
- í Hørg, Sumba egyik településrésze, faroestamps.fo (angol, német, francia, dán, feröeri)
- Sumba, fallingrain.com (angol)